# Santa Maria da Serra
Santa Maria da Serra este un oraș în São Paulo (SP), Brazilia.